# Patrice Mourier
Patrice Mourier (ur. 10 kwietnia 1962) – francuski zapaśnik w stylu klasycznym. Trzykrotny olimpijczyk. Odpadł w eliminacjach turnieju w Los Angeles 1984, Seulu 1988 i jedenasty w Barcelonie 1992. Startował w kategorii 52–57 kg. Zdobył złoty medal na mistrzostwach świata w 1987, brązowy w 1990 i czwarte miejsce w 1991. Złoty medal w mistrzostwach Europy w 1990 i brązowy w 1987. Najlepszy na igrzyskach śródziemnomorskich w 1987 i 1991 roku.